# Takkyu Ishino

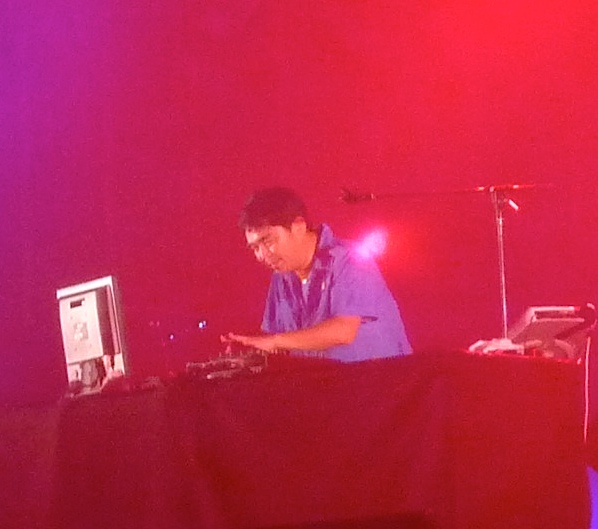
Takkyu Ishino (2011)

Takkyu Ishino (jap. 石野卓球 Ishino Takkyu; * 26. Dezember 1967 in Shizuoka) ist ein stilprägender japanischer Technoproduzent und DJ. Takkyu (卓球) stellt einen Fantasienamen dar und bedeutet zu deutsch so viel wie „Tischtennis“. Sein bürgerlicher Name lautet Fumitoshi Ishino.
Er ist auch Mitglied der in Japan populären Band Denki Groove. Des Weiteren ist Ishino zusammen mit WestBam unter dem Alias Takbam bekannt.
1998 legte er beim Abschlusstreffen der Loveparade in Berlin vor 1,5 Millionen Menschen auf.

## Diskografie
- Dove Loves Dub (1995)
- Berlin Trax (1998)
- Throbbing Disco Cat (1999)
- Karaoke Jack (2000)
- Titles (2004)
- Cruise (2011)
- Lunatique (2016)
- Acid Tekno Disk Beatz (2017)